# Skogsby
Skogsby (ibland även Ölands Skogsby) är en tätort i Torslunda socken i Mörbylånga kommun i Kalmar län, belägen på västra Öland just öster om Färjestaden.
Tätorten omfattar förutom bebyggelse i själva byn Skogsby även kyrkbyn Torslunda, där grundskola och kyrka ligger.

## Historia
Tidigare var Skogsby ett nav i området, med bland annat flera lanthandlar, konditori, smedja, kvarn, järnvägsstation, post, ålderdomshem och bensinmack med verkstad. Skogsby hade även, under en kort period 2009, en uppmärksammad strippklubb vid namn 'Café Absolut Nöje' som drevs av serieentreprenören Dragan Bratic.

## Befolkningsutveckling
| Befolkningsutvecklingen i Skogsby 1960–2020 | Befolkningsutvecklingen i Skogsby 1960–2020 | Befolkningsutvecklingen i Skogsby 1960–2020 | Befolkningsutvecklingen i Skogsby 1960–2020 | Befolkningsutvecklingen i Skogsby 1960–2020 |
| ------------------------------------------- | ------------------------------------------- | ------------------------------------------- | ------------------------------------------- | ------------------------------------------- |
|                                             |                                             |                                             |                                             |                                             |
| År                                          |                                             |                                             | Folkmängd                                   | Areal (ha)                                  |
| 1960                                        | 1960                                        |                                             | 318                                         |                                             |
| 1965                                        | 1965                                        |                                             | 318                                         |                                             |
| 1970                                        | 1970                                        |                                             | 280                                         |                                             |
| 1975                                        | 1975                                        |                                             | 379                                         |                                             |
| 1980                                        | 1980                                        |                                             | 387                                         |                                             |
| 1990                                        | 1990                                        |                                             | 469                                         | 91                                          |
| 1995                                        | 1995                                        |                                             | 514                                         | 92                                          |
| 2000                                        | 2000                                        |                                             | 519                                         | 74                                          |
| 2005                                        | 2005                                        |                                             | 528                                         | 74                                          |
| 2010                                        | 2010                                        |                                             | 569                                         | 79                                          |
| 2015                                        | 2015                                        |                                             | 948                                         | 264                                         |
| 2020                                        | 2020                                        |                                             | 979                                         | 264                                         |
| Anm.: Sammanvuxen med Arontorp 2015.        |                                             |                                             |                                             |                                             |

## Samhället
I byn Skogsby ligger Ölands folkhögskola, Överskottsbolaget och Pizzeria Skogsby. 